# Микроцистис
Микроцистис (лат. Microcystis) — род нанопланктонных цианобактерий. К нему относятся характерные виды фитопланктона, обитающие в пресных и солоноватых водах, одни из самых известных продуцентов микроцистинов, которые могут вызывать токсичное «цветение» воды почти во всех климатических зонах. Описан немецким ботаником Эрнстом Леммерманом (Ernst Lemmermann; 1867–1915) в 1907 году. Планктонные виды распространёны по всему миру. Название происходит от  μικρός — малый, κύστις — мочевой пузырь.
Впервые микроцистины выделены из штамма Microcystis aeruginosa и получили название по роду. Также к микроцистин-продуцирующим родам относятся анабена (Anabaena) и Planktothrix.
Клетки имеют шаровидную, эллипсоидную, а иногда палочковидно-цилиндрическую форму. Размеры клеток 2—6 мкм. 
Клетки располагаются в колониях беспорядочно, плотно или рыхло. Колонии от микроскопических до макроскопических, слизистые, свободноплавающие. Размеры колоний 200—800 мкм, до 1 мм, редко до 8—12 мм длиной. Молодые колонии имеют шаровидную и эллипсоидную (линзовидную) форму, старые — разнообразную, вытянутую, часто бесформенные и сетчато продырявленные. Слизь мягкая, расплывающаяся или плотная, бесцветная, реже окрашенная.
Размножение колоний происходит распадением на части (дезинтеграцией). Виды Microcystis имеют 3 плоскости деления клеток в последовательных генерациях.

## Виды
- микроцистис синевато-зелёный (Microcystis aeruginosa (Kütz.) Kütz., 1846)
- Microcystis flos-aquae (Wittr.) Elenkin
- Microcystis viridis (A. Br.) Lemm.
- Microcystis wesenbergii Kom.

Название Microcystis pulverea специалисты употребляют для видов рода Aphanocapsa.